# Обозновка (Кировоградская область)
Обо́зновка (укр. Обознівка) — село в Катериновской сельской общине Кропивницкого района Кировоградской области Украины.
Население по переписи 2001 года составляло 851 человек. Почтовый индекс — 27630. Телефонный код — 522. Код КОАТУУ — 3522585801.

## Экономика
Возле села расположен Обозновский карьер ПАТ «Кировоградское рудоуправление». Место является обозновском месторождением вторичных каолинов.

## Известные жители и уроженцы
В селе родился художник Б. М. Винтенко.